# Wielka Kolumbia
Wielka Kolumbia (hiszp. Gran Colombia), właśc. Republika Kolumbii (hiszp. República de Colombia) – nazwa republiki federacyjnej w północnej części Ameryki Południowej powstałej na kongresie w Angosturze w Wenezueli, istniejącej w latach 1819–1831. Jako twórcę idei tej federacji uznaje się Simóna Bolívara, który był również pierwszym prezydentem republiki.
Od 1819 w skład państwa wchodziły terytoria dzisiejszej Kolumbii i Wenezueli, do których dołączyły w 1821 Panama i w 1822 Ekwador. Stolicą Wielkiej Kolumbii była Bogota, a poszczególnymi krajami związku zarządzali wiceprezydenci: Wenezuelą – José Antonio Páez, Kolumbią (wraz z obecną Panamą) – Francisco de Paula Santander, Ekwadorem – Juan José Flores.
Plany poszerzenia państwa o Peru i Boliwię nie powiodły się. Po śmierci Bolivara w 1830 roku kraj rozpadł się na poszczególne kraje federacji.